# Catantops angustulus
Catantops angustulus är en insektsart som beskrevs av Bolívar, I. 1902. Catantops angustulus ingår i släktet Catantops och familjen gräshoppor. Inga underarter finns listade i Catalogue of Life.